# Al Simmons (Baseballspieler)
Aloysius „Al“ Harry Simmons, eigentlich Aloysius Szymanski, (* 22. Mai 1902 in Milwaukee, Wisconsin; † 26. Mai 1956 ebenda) war ein US-amerikanischer Baseballspieler in der Major League Baseball (MLB). Sein Spitzname war Bucketfoot Al.

## Biografie
Simmons war Sohn polnischer Einwanderer. Er änderte seinen Namen in Simmons, angeregt durch eine Anzeige eines Eisenwarenladens in der Zeitung. Seine Baseballkarriere begann er in Milwaukee in der American Association, von wo er am 15. Dezember 1923 an die Philadelphia Athletics verkauft wurde. Sein erstes Spiel in der American League bestritt er dann am 15. April 1924 gegen die Washington Senators. Gleich in seinem ersten Spiel gelang ihm sein erster Basehit gegen Walter Johnson, dem weitere 2926 in seiner Karriere folgen sollten.
Von 1929 bis 1931 erreichte er dreimal die World Series mit den Athletics. Zwei Siegen gegen die Chicago Cubs und den St. Louis Cardinals stand eine Niederlage gegen die Cardinals 1931 gegenüber. Ein weiteres Spiel in einer World Series bestritt Simmons 1939 mit den Cincinnati Reds gegen die New York Yankees, die allerdings auch mit einer Niederlage für sein Team endete.
Simmons blieb in zehn Spielzeiten in seinem Schlagdurchschnitt bei über 30 % und gewann den Titel des besten Schlagmanns in der American League in den Jahren 1930 und 1931. Seinen besten Schlagdurchschnitt hatte er allerdings 1927 mit 39,2 %. Der Outfielder war für seine unorthodoxe Schlagtechnik und seinen eisernen Willen auf dem Spielfeld bekannt. Als man seinen Manager Connie Mack fragte, welches der größte Wert für ein Team sei, antwortete er: „Wenn ich nur neun Spieler namens Simmons hätte.“ Simmons verlängerte seine Karriere, um die Marke von 3000 Hits zu erreichen, die er aber um 73 verpasste. Die Möglichkeiten hatte er in seinen frühen Karrierejahren vergeben, als er sich bei klaren Spielständen früh auswechseln ließ und teilweise auch dem Nachtleben frönte.
1953 wurde Simmons in die Baseball Hall of Fame gewählt. Am 26. Mai 1956 starb er in seiner Heimatstadt Milwaukee an den Folgen eines Herzanfalls.